# Битва при Аякучо
Битва при Аякучо (исп. Batalla de Ayacucho) — решающее сражение войны за независимость испанских колоний в Америке, произошедшее 9 декабря 1824 года на равнине Аякучо в Перу.
В конце 1824 года испанские роялисты всё ещё контролировали значительную часть юга Перу и крепость короля Филиппа в порту Кальяо. Роялистов возглавлял испанский вице-король в Перу Хосе де ла Серна. Со стороны борцов за независимость участвовали аргентинские, колумбийские, венесуэльские, чилийские и перуанские патриоты под командованием Симона Боливара и Антонио Сукре. Поражением испанских войск было прекращено испанское владычество в Перу.

## Перед сражением
К началу декабря 1824 года Освободительная армия, которой в отсутствие Симона Боливара командовал Антонио Хосе де Сукре, располагалась в Ла-Кинуа, районе, враждебным сторонникам независимости. Армия насчитывала около 5 800 солдат, разделенных на три дивизии, которыми командовали генералы Хосе де Ла Мар, Хосе Кордова и Хасинто Лара. У неё была одна пушка, в других источниках указано что было несколько плохих пушек. Четырёхполковой кавалерией командовал генерал Гильермо Миллер (англичанин), а колумбийскими уланами — полковник Сильва.
Армия роялистов насчитывала около 9 300 солдат, вооруженных 11 пушками, и была разделена на Авангардную дивизию под командованием Херонимо Вальдеса, дивизию генерала Алехандро Вильялобоса и дивизию генерала Хуана Антонио Моне. Кавалерия под командованием бригадного генерала Валентина Ферраса насчитывала восемь эскадронов, разделенных на две бригады. Командовал армией вице-король Хосе де ла Серна. Армия роялистов заняла более выгодную позицию на горе Кондоркунка, возвышавшуюся над плато Аякучо («место мертвых» на языке кечуа).

## Ход сражения

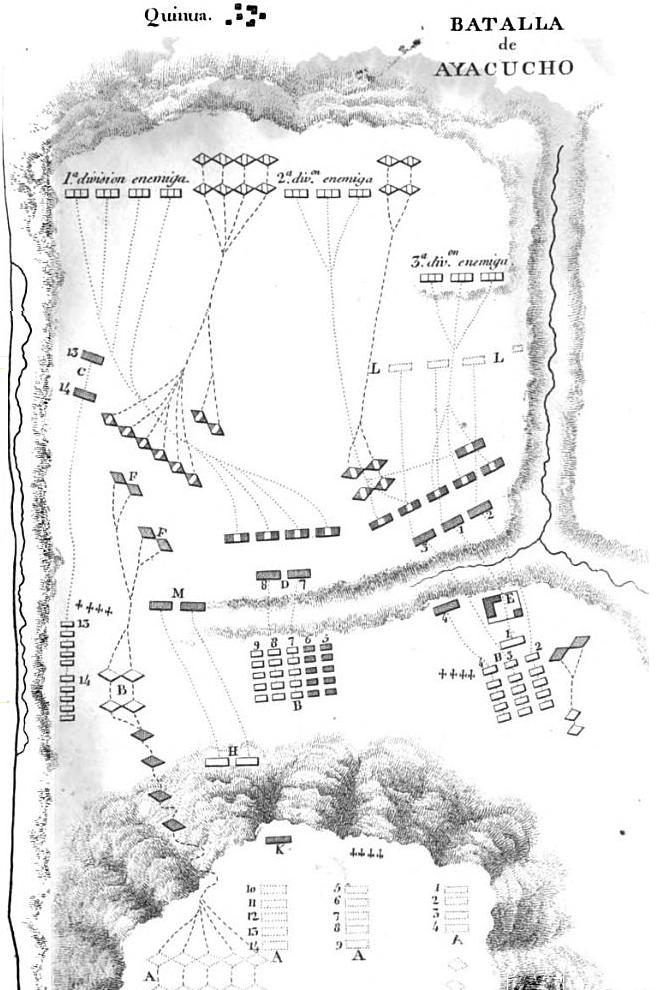
Карта-схема сражения.

Роялисты заняли позиции на склоне горы Кондоркунка, крутой склон которой облегчал оборону. В ночь с 8 на 9 декабря небольшие отряды республиканцев (мятежников) беспокоили противника вылазками.
Утром 9 декабря армия роялистов под прикрытием пехотного батальона и эскадрона спустилась по обеим сторонам Кондоркунки и развернулась на плато Аякучо. В то же время Авангардная дивизия (в 10:00) атаковала левое крыло республиканцев и вынудила отступить дивизию Ла Мара.
Около 10:30 один батальон дивизии генерала Вильялобоса атаковал республиканскую дивизию генерала Кордовы, но был отбит ружейным огнем, а затем контратакован республиканской пехотой при поддержке кавалерии. Продолжая наступление, республиканские войска атаковали другой батальон роялистов и захватили их пушки, так и не успевшие открыть огонь. Увидев успех контратаки своего правого крыла, генерал Сукре усилил резервом левое крыло Ла Мара, продолжавшее медленно отходить.
Видя катастрофу, постигшую левый фланг испанцев, генерал-роялист Моне, не дожидаясь, пока его кавалерия выстроится на равнине, пересек ущелье и повел свою дивизию против патриотов Кордовы, сумев построить два своих батальона в боевой порядок, но внезапно был атакован в штыки и окружён патриотами, которые поднявшись по склону Кондоркунки, вынудили оставшиеся батальоны Моне в панике отступить. Попытка вмешательства испанской кавалерии была отражена двумя полками улан патриотов английского генерала Миллера, которые затем преследовали роялистов, полностью разгромив их кавалерию.
Добившись успеха на своем правом фланге и в центре, республиканцы сосредоточили свои силы для атаки на авангардную дивизию роялистов генерала Вальдеса. Окруженная постоянно атакующей кавалерией патриотов при поддержке республиканских резервов, лучшая роялистская дивизия была дезорганизована и в панике отступила. Вице-король де ла Серна, пытаясь остановить бегущих солдат, был шесть раз ранен и взят в плен, а победившие республиканцы, преследуя разбитую армию роялистов, около 13:00 вынудили ее остатки отойти на вершину Кондоркунки.

## Результаты

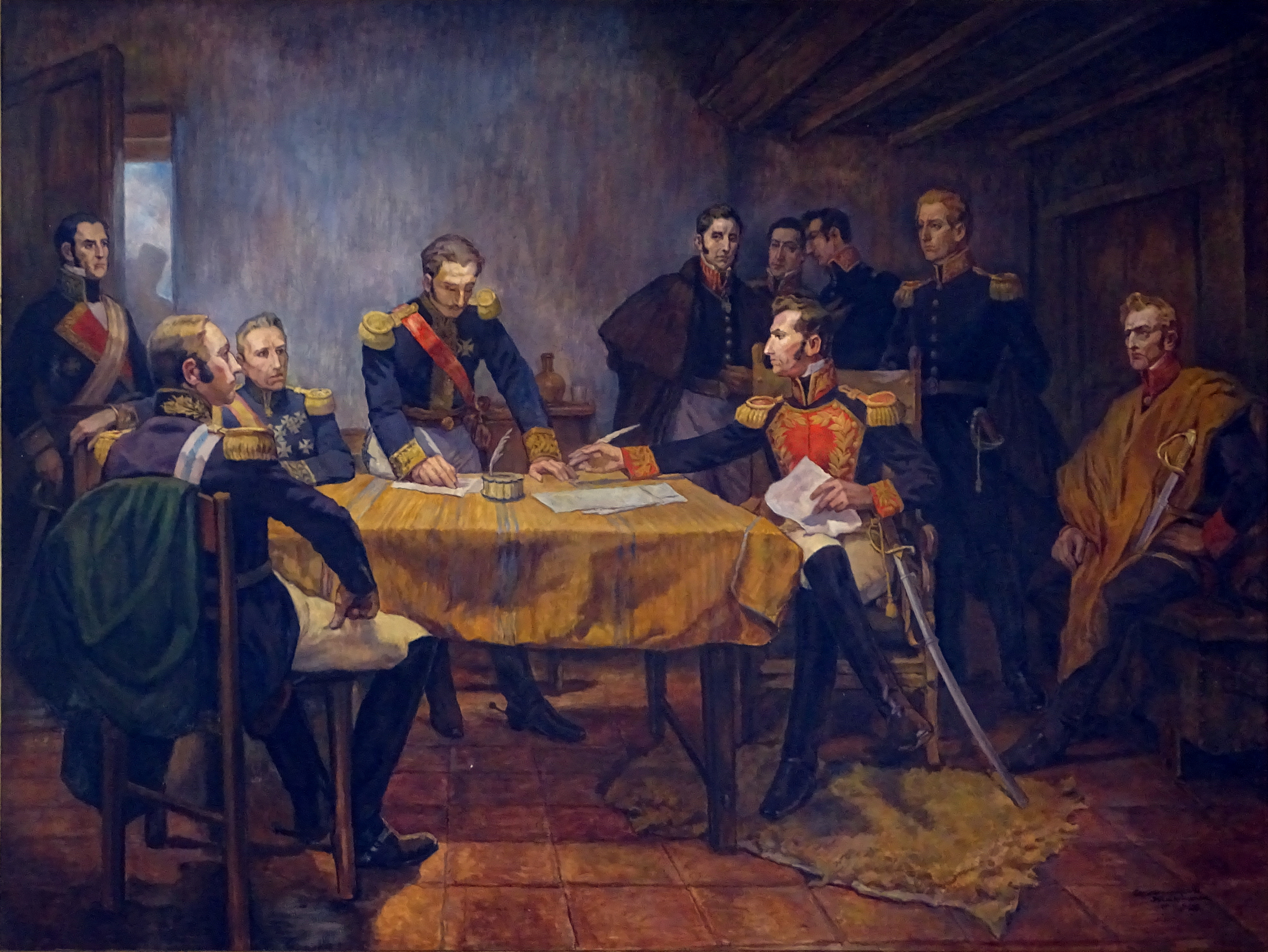
Подписание акта капитуляции.

Несмотря на численное превосходство, роялисты потерпели поражение, потеряв 1 800 человек убитыми и 700 ранеными. Потери патриотов (повстанцев), по словам Сукре, составили 370 убитых и 609 раненых. Ближе к вечеру 9 декабря Сукре предложил побежденным роялистам щедрые условия мира. По капитуляции Аякучо, подписанной 10 декабря, роялисты передали республике всю территорию Перу, сдали все гарнизоны, освободили пленных, сдали оружие и боеприпасы. Любому стороннику Испании было разрешено покинуть Перу, забрав свое имущество, при условии, что он прекратит борьбу против республики, а все те, кто решил остаться, были амнистированы. Испанский флот должен был покинуть перуанские воды в течение шести месяцев.
В декабре патриоты взяли Куско. Весной 1825 года они захватили Верхнее Перу. Сражение при Аякучо окончательно сломало колониальное господство испанцев в Южной Америке. Последние испанские войска покинули континент в январе 1826 года.